# فيوتشوراما:الوحش مع مليار مؤخرة
فيوتشوراما: الوحش مع مليار مؤخرة (بالإنجليزية Futurama: The Beast with a Billion Backs هوا فيلم رسوم متحركة امريكي خيال علمي كوميدي ومغامرات موجه مباشرة فيلم فيديو للكبار على اساس مسلسل الرسوم المتحركة فيوتشوراما والثاني من أربعة افلام والموجهة مباشرة إلى دي في دي والتي تشكل الموسم الخامس من المسلسل تم إصدار الفيلم في الولايات المتحدة وكندا في 24 يونيو 2008، وفي المملكة المتحدة في 30 يونيو 2008 والإصدار في أستراليا في 6 أغسطس 2008 يشير العنوان إلى تعبير ملطف عن الجماع الجنسي "الوحش ذو مؤخرتين" كوميدي سنترال بثت الفيلم باعتباره "ملحمة من أربعة أجزاء، في 19 أكتوبر 2008 فاز الفيلم بـ جائزة آني عن أفضل إنتاج ترفيهي منزلي متحرك.

## روابط خارجية
- فيوتشوراما:الوحش مع مليار مؤخرة على موقع IMDb (الإنجليزية)
- فيوتشوراما:الوحش مع مليار مؤخرة على موقع روتن توميتوز (الإنجليزية)
- فيوتشوراما:الوحش مع مليار مؤخرة على موقع نتفليكس (الإنجليزية)
- فيوتشوراما:الوحش مع مليار مؤخرة على موقع ألو سيني (الفرنسية)
- فيوتشوراما:الوحش مع مليار مؤخرة على موقع أول موفي (الإنجليزية)
- فيوتشوراما:الوحش مع مليار مؤخرة على موقع فيلمافينيتي (الإسبانية)
- فيوتشوراما:الوحش مع مليار مؤخرة على موقع قاعدة بيانات الأفلام السويدية (السويدية)
- فيوتشوراما:الوحش مع مليار مؤخرة على موقع قاعدة بيانات الفيلم (الإنجليزية)
- فيوتشوراما:الوحش مع مليار مؤخرة على موقع ليتربوكسد (الإنجليزية)
- فيوتشوراما:الوحش مع مليار مؤخرة على موقع كينوبويسك (الروسية)